# Distretto di Sissach
Il distretto di Sissach è un distretto del Canton Basilea Campagna, in Svizzera. Confina con i distretti di Waldenburg e di Liestal a ovest, con il Canton Argovia (distretti di Rheinfelden a nord e di Laufenburg a est) e con il Canton Soletta (distretto di Gösgen) a sud-est e a sud. Il capoluogo è Sissach.

## Comuni
Amministrativamente è diviso in 29 comuni:
- Anwil
- Böckten
- Buckten
- Buus
- Diepflingen
- Gelterkinden
- Häfelfingen
- Hemmiken
- Itingen
- Känerkinden
- Kilchberg
- Läufelfingen
- Maisprach
- Nusshof
- Oltingen
- Ormalingen
- Rickenbach
- Rothenfluh
- Rümlingen
- Rünenberg
- Sissach
- Tecknau
- Tenniken
- Thürnen
- Wenslingen
- Wintersingen
- Wittinsburg
- Zeglingen
- Zunzgen